# Digital Anvil
Digital Anvil，是一个电脑游戏公司，创建于1996年，第一款游戏是与Warthog Games共同开发的《Starlancer》。